# ریشارد هویسلر
ریشارد هویسلِر (به آلمانی: Richard Häussler)‏ (۲۶ اکتبر ۱۹۰۸ – ۲۸ سپتامبر ۱۹۶۴) هنرپیشه و کارگردان فیلم اهل آلمان بود.
هویسلر در طول سال‌های فعالیتش (۱۹۳۶–۱۹۶۴) در ۶۱ فیلم بازی کرد. از فیلم‌هایی که او در آن‌ها نقش داشته‌است می‌توان به کمدین‌ها (۱۹۴۱) اشاره کرد. هویسلر همچنین در فاصلهٔ سال‌های ۱۹۵۱ تا ۱۹۵۷، هفت فیلم را کارگردانی کرد.